# Saturn (Planet)
Der Saturn (IPA: [zaˈtʊʁn] anhörenⓘ) ist von der Sonne aus gesehen der sechste Planet des Sonnensystems und mit einem Äquatordurchmesser von etwa 120.500 Kilometern (9,5-facher Erddurchmesser) nach Jupiter der zweitgrößte. Mit 95 Erdmassen hat er jedoch nur 30 % der Masse Jupiters. Wegen seines auffallenden und schon im kleinen Fernrohr sichtbaren Ringsystems wird er oft auch der Ringplanet genannt, obwohl auch bei den anderen drei Gasplaneten Ringsysteme gefunden wurden.
Der Saturn hat eine durchschnittliche Entfernung zur Sonne von gut 1,43 Milliarden Kilometern, seine Bahn verläuft zwischen der von Jupiter und der des sonnenferneren Uranus. Er ist der äußerste Planet, der auch mit bloßem Auge gut sichtbar ist, und war daher schon Jahrtausende vor der Erfindung des Fernrohrs bekannt.
Als Gasplanet hat Saturn keine feste Oberfläche. Seine oberen Schichten bestehen zu etwa 96 % Stoffanteil aus Wasserstoff. Von allen Planeten des Sonnensystems weist Saturn die geringste mittlere Dichte auf (etwa 0,69 g/cm³). Von den anderen Planeten hebt sich der Saturn durch seine ausgeprägten, hellen und schon lange bekannten Ringe ab, die zu großen Teilen aus Wassereis- und Gesteinsbrocken bestehen.
Der scheinbare Winkeldurchmesser des Planetenkörpers beträgt je nach Erdentfernung zwischen 15″ und 20″, jener der Ringe zwischen 37″ und 46″. Die sogenannten Äquatorstreifen der Wolkenschichten sind auf Saturn weniger deutlich ausgeprägt als bei Jupiter, was wahrscheinlich mit einer hochlagernden Dunstschicht zusammenhängt.
Bisher wurden 274 Monde des Saturns entdeckt. Der mit Abstand größte Saturnmond ist Titan mit 5150 Kilometern Durchmesser.
Benannt ist der Planet nach dem römischen Gott des Reichtums und der Ernte, Saturn. Sein astronomisches Symbol ♄ stilisiert die Sichel des Gottes.

## Umlaufbahn und Rotation

### Umlaufbahn
Der Saturn läuft auf einer annähernd kreisförmigen Umlaufbahn mit einer Exzentrizität von 0,054 um die Sonne. Sein sonnennächster Punkt, das Perihel, liegt bei 9,04 AE und sein sonnenfernster Punkt, das Aphel, bei 10,12 AE. Seine Umlaufbahn ist mit 2,48° leicht gegen die Ekliptik geneigt. Weitere Bahndaten sind die Länge des aufsteigenden Knotens mit 113,72°, die Länge des Perihels mit 92,43° und die mittlere Anomalie mit 49,94° zur Epoche J2000.0. Für einen Umlauf um die Sonne benötigt der Saturn ungefähr 29 Jahre und 163 Tage.

### Rotation
Die Äquatorebene des Saturn ist 26,73° gegen die Bahnebene geneigt. Er rotiert nicht wie ein starrer Körper, sondern zeigt als Gasplanet eine differentielle Rotation: Die Äquatorregionen rotieren schneller (eine Rotation in 10 Stunden, 13 Minuten und 59 Sekunden) als die Polregionen (10 Stunden, 39 Minuten und 22 Sekunden). Die Äquatorregionen werden als „System I“, die Polregionen als „System II“ bezeichnet. Aus Messungen des Saturnmagnetfeldes durch Raumsonden wurde für das Saturninnere eine noch etwas langsamere Rotationsperiode von 10 Stunden, 47 Minuten und 6 Sekunden hergeleitet.
Durch neuere, kombinierte Auswertung von Messdaten, welche die Raumsonden Pioneer 11, Voyager 1 und 2 sowie Cassini-Huygens von der Schwerkraft, den Windgeschwindigkeiten und mittels Radio-Okkultationen geliefert haben, sind zwei US-amerikanische Wissenschaftler 2007 zu dem Ergebnis gekommen, dass der Saturnkern eine Umdrehung in 10 Stunden, 32 Minuten und 35 Sekunden absolviert und somit um sieben Minuten schneller ist, als bislang gedacht. Demnach müsste der Kern kleiner sein als vermutet. In Hinsicht auf die Entstehung des Gasplaneten könnte das für die Scheiben-Instabilitäts-Hypothese sprechen. Nach dieser Hypothese ist der Saturn aus einer kollabierenden Verdichtung der protoplanetaren Scheibe entstanden. Früher wurde zumeist die Kern-Aggregations-Hypothese als Entstehungsmodell angenommen, nach der Saturn aus einem Kern von über zehn Erdmassen entstanden ist. In letzterem Modell hätte sich der Kern als Erstes aus festen Bestandteilen der Gas- und Staubscheibe gesammelt und erst danach das Gas aus seiner Umgebung ausreichend angezogen.
Anfang 2019 wurde eine nochmals verbesserte Messung der Rotationsgeschwindigkeit des Saturn veröffentlicht, die ebenfalls aus Daten der Cassini-Mission abgeleitet werden konnte. Danach rotiert der Planet in 10 Stunden, 33 Minuten und 38 Sekunden einmal um seine eigene Achse.
Die Präzessionsperiode der Saturnachse liegt nach einer Modellrechnung und Beobachtungen von Durchquerungen der Ringebene in einer Größenordnung von zwei Millionen Jahren.

## Physikalische Eigenschaften
Der Saturn gehört zu den sogenannten Gasriesen. Mit einem Durchmesser von gut 120.000 km ist er nach Jupiter der zweitgrößte Planet des Sonnensystems. Obwohl sein Volumen 58 % des Volumens des Jupiters entspricht, beträgt seine Masse weniger als ein Drittel der Jupitermasse (etwa 95 Erdmassen). Der Saturn hat daher eine sehr geringe mittlere Dichte von nur 0,687 g/cm³. Im Durchschnitt ist sein Material also leichter als Wasser unter Normalbedingungen, was für keinen anderen Planeten des Sonnensystems zutrifft.
Die Temperatur beträgt bei 1 bar Atmosphärendruck (dies wird bei Gasplaneten allgemein als „Oberfläche“ definiert) 134 K (−139 °C) und bei 0,1 bar Druck 84 K (−189 °C).

### Obere Schichten
Seine Atmosphäre enthält wie die des Jupiters überwiegend Wasserstoff und Helium, jedoch in einer anderen Zusammensetzung. Der Wasserstoffanteil ist mit etwa 93 % der Masse deutlich höher, der Heliumanteil mit nur knapp 7 % entsprechend geringer. Des Weiteren kommen Spuren von Methan, Ammoniak und anderen Gasen vor.
Während die Atmosphäre des Jupiters die Elemente Wasserstoff und Helium im gleichen Verhältnis wie die Sonne enthält, ist der Heliumanteil beim Saturn wesentlich geringer. Die eher detailarme, gelblich-braune Wolkendecke enthält überwiegend gefrorene Ammoniakkristalle.

### Innerer Aufbau

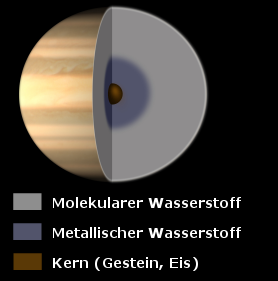
Schematischer Aufbau des Saturn

Die Atmosphäre, die wie bei Jupiter hauptsächlich aus Wasserstoff besteht, geht mit zunehmender Tiefe aufgrund des hohen Druckes allmählich vom gasförmigen in den flüssigen Zustand über. Es existiert jedoch keine definierte Oberfläche, da der Druck in den Tiefen der Atmosphäre jenseits des kritischen Punkts ansteigt und unter diesen Bedingungen eine Unterscheidung zwischen Gas und Flüssigkeit nicht mehr möglich ist. Weiter in der Tiefe geht der Wasserstoff schließlich in seine metallische Form über. Diese Schichten haben jedoch im Gegensatz zum Jupiter aufgrund der kleineren Masse andere Mächtigkeitsverhältnisse. So beginnt im Saturn die metallische Schicht erst bei 0,47 Saturnradien (Jupiter: 0,77 Jupiterradien). Unterhalb dieser Schicht liegt ein Gesteinskern (genauer: Eis-Silikat-Kern), für den Modellrechnungen eine Masse von circa 16 Erdmassen ergeben. Damit besitzt der Saturnkern einen Masseanteil von 25 %, der des Jupiter lediglich 4 %. Das Innere des Gesteinskerns ist sehr heiß, es herrscht eine Temperatur von 12.000 Kelvin. Als Grund dafür wird unter anderem der Kelvin-Helmholtz-Mechanismus angenommen, eine langsame gravitationsbedingte Kompression. Dadurch strahlt der Saturn 2,5-mal so viel Energie ab, wie er von der Sonne empfängt. Ein alternativer oder zusätzlicher Mechanismus kann die Erzeugung von Wärme durch das „Herausregnen“ von Heliumtröpfchen im Inneren des Saturn sein. Wenn die Tröpfchen durch den Wasserstoff mit geringerer Dichte absteigen, setzt der Prozess Wärme durch Reibung frei und hinterlässt Saturns äußere Schichten, die an Helium verarmt sind. Diese absteigenden Tröpfchen könnten sich in einer Heliumhülle angesammelt haben, die den Kern umgibt. Es wird vermutet, dass Niederschläge von Diamanten im Saturn auftreten.

### Wetter
Die Wolken, die in der Atmosphäre des Saturn zu sehen sind, bestehen vor allem aus auskristallisiertem Ammoniak. Saturn besitzt mindestens zwei Wolkenschichten. Die obere verdeckt die untere, wobei letztere nur im infraroten Bereich sichtbar ist, da Saturn Wärme aus seinem Inneren abstrahlt. Die obere Wolkenschicht des Saturn reflektiert das Licht der Sonne, wodurch sie gut beobachtet werden kann, außerdem weist sie gröbere Strukturen auf als die untere Schicht.

Der Nordpol ist der Mittelpunkt eines Polarwirbels und einer stabilen Struktur in der Form eines nahezu regelmäßigen Sechsecks mit einem Durchmesser von fast 25.000 Kilometern. Das anscheinend mehrere 100 Kilometer tiefe Hexagon wurde bereits 1980 und 1981 von den Voyager-Sonden aufgenommen; es ist auch auf den von der Saturnsonde Cassini übermittelten Bildern von 2006 wieder zu sehen. Das Hexagon rotiert alle 10 Stunden 39 Minuten und 24 Sekunden einmal um sich selbst. Das ist die gleiche Zeitspanne, die auch die Radioemissionen von Saturn für eine Umdrehung benötigen. Zur Entstehung dieses Effekts existieren mehrere Hypothesen. 

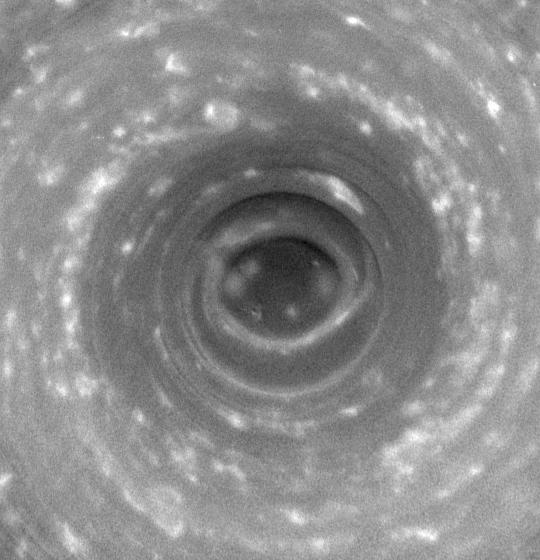
Auge am Südpol (752-nm-Infrarotaufnahme)

Am Südpol befindet sich ein ortsfester, hurrikanähnlicher Sturm mit einem Durchmesser von etwa 8000 Kilometern.
Auf Saturn wurden weitere Stürme beobachtet, wie zum Beispiel der „Große Weiße Fleck“, ein Effekt, der alle 29 Jahre auf der nördlichen Hemisphäre beobachtet werden kann und mit dem „Großen Roten Fleck“ auf dem Jupiter vergleichbar ist.
Wissenschaftler entdeckten 2005 durch Beobachtungen mit dem Keck-Teleskop auf Hawaii einen „Hot Spot“ (eine im Vergleich zur Umgebung warme Stelle) am Südpol des Saturn. Damit unterscheidet sich Saturn von allen anderen Planeten, bei denen die kältesten Orte in den Polargebieten liegen. Mithilfe des Orbiters Cassini spürten im Januar 2008 Astronomen am Nordpol gleichfalls einen „Hot Spot“ auf, obwohl es dort schon jahrelang dunkel ist. Diese „Hot Spots“ entstehen durch Atmosphärengas, das sich in Richtung der Pole bewegt. Dabei wird es komprimiert und aufgeheizt; schließlich sinkt es am Pol in Form eines Wirbels in die Tiefen der Saturnatmosphäre ab. Es scheint sich bei beiden Wirbeln um langlebige Strukturen zu handeln, deren Existenz nicht von der Sonneneinstrahlung abhängt.

### Magnetfeld

Regionen innerhalb der Magnetosphäre des Saturn

Der Saturn besitzt ein eigenes Magnetfeld, dessen Form der einfachen, symmetrischen Form eines magnetischen Dipols entspricht. Die Feldstärke am Äquator beträgt etwa 20 µT und ist damit etwa 20-mal schwächer als das äquatoriale Feld Jupiters (420 µT) und etwas schwächer als das äquatoriale Erdfeld (30 µT). Das magnetische Dipolmoment, das ein Maß für die Stärke des Magnetfeldes bei vorgegebenem Abstand vom Zentrum des Planeten ist, ist mit 4,6 · 1018 T·m3 580-mal stärker als das Magnetfeld der Erde (7,9 · 1015 T·m3). Das Dipolmoment Jupiters ist allerdings mit 1,55 · 1020 T·m3 trotz des ähnlich großen Planetendurchmessers etwa 34-mal so groß.
Daher ist die Magnetosphäre des Saturn deutlich kleiner als die des Jupiters und erstreckt sich nur zeitweise knapp über die Umlaufbahn des Mondes Titan hinaus.
Einzigartig im Sonnensystem ist die fast exakt parallele Ausrichtung der Magnetfeldachse und der Rotationsachse. Während z. B. bei Erde und Jupiter diese Achsen etwa 10° gegeneinander geneigt sind, sind sie bei Saturn parallel (Messfehler zurzeit (2017) kleiner als 0.06°).
Sehr wahrscheinlich wird das Magnetfeld durch einen Mechanismus erzeugt, der dem Dynamo im Inneren Jupiters entspricht und eventuell von Strömen im metallischen Wasserstoff angetrieben wird. Es gibt aber auch konkurrierende Theorien, die die Ursache des Magnetismus in anderen Materialien und Schichten des Gasplaneten suchen.
Genau wie bei anderen Planeten mit ausgeprägtem Magnetfeld wirkt die Magnetosphäre des Saturn als effizienter Schutzschild gegen das Weltraumwetter. Da der Sonnenwind mit Überschallgeschwindigkeit auf die Magnetosphäre trifft, bildet sich auf der sonnenzugewandten Seite eine Stoßwelle aus, die zur Bildung einer Magnetopause führt. Auf der sonnenabgewandten Seite bildet sich, wie bei Erde und Jupiter, ein langer Magnetschweif.
Der große Mond Titan, dessen Umlaufbahn noch im Inneren der Magnetosphäre liegt, trägt durch seine ionisierten oberen Atmosphärenschichten (Ionosphäre) zum Plasma der Magnetosphäre bei. Die genaue Struktur der Magnetosphäre ist äußerst komplex, da sowohl die Ringe des Saturn als auch die großen inneren Monde mit dem Plasma wechselwirken.

## Ringsystem

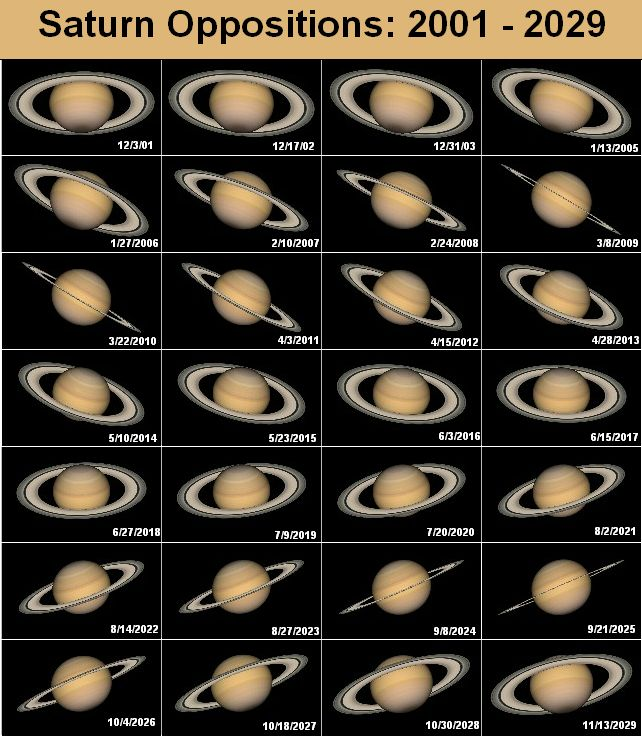
Sichtbarkeit der Saturnringe bis 2029

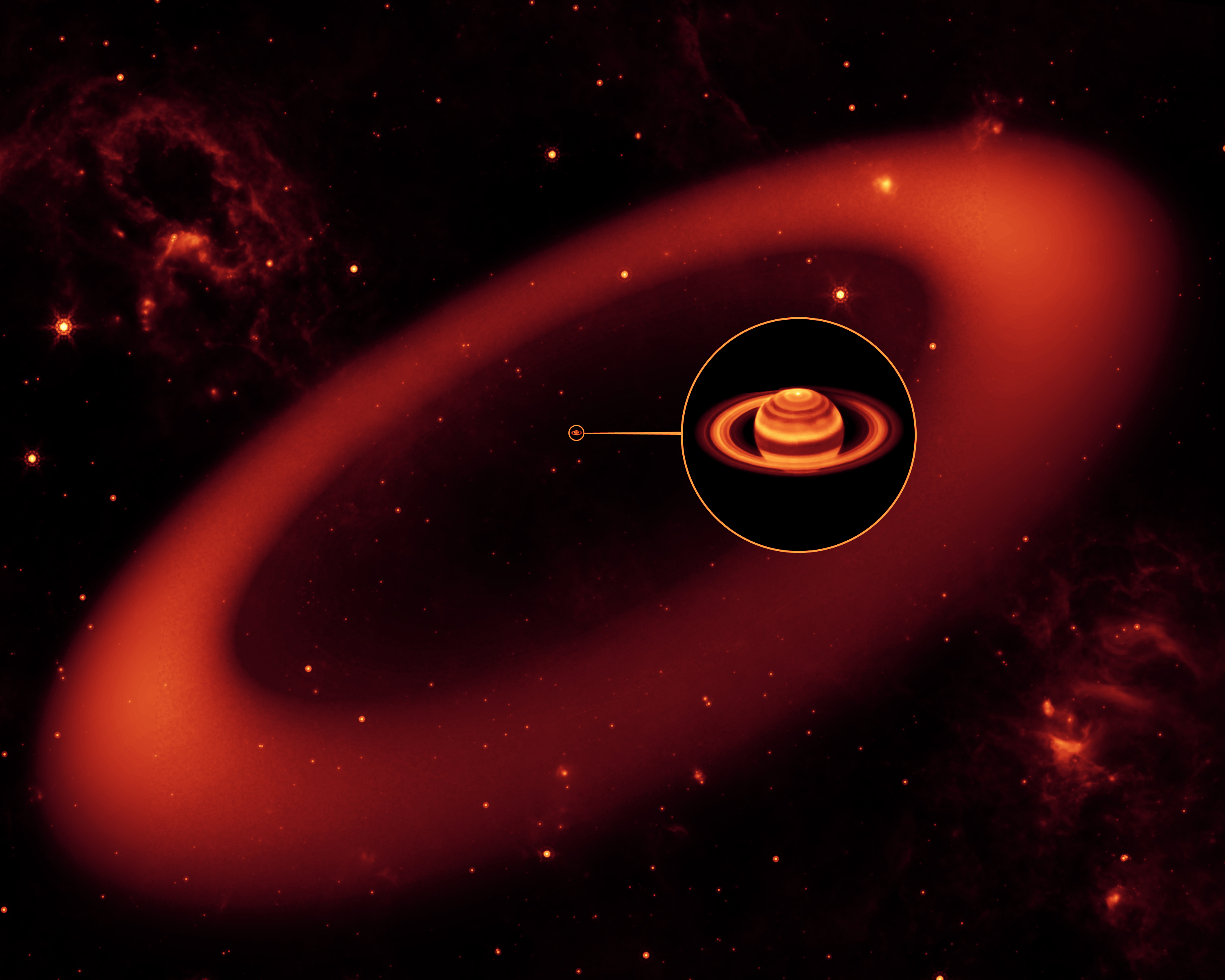
Künstlerische Darstellung des Rings entlang der Bahn des Mondes Phoebe

Den Saturn umgibt in seiner Äquatorebene ein auffälliges Ringsystem, das bereits in einem kleinen Teleskop problemlos zu sehen ist. Das Ringsystem wurde 1610 von Galileo Galilei entdeckt, der es aber als „Henkel“ deutete. Christiaan Huygens beschrieb die Ringe 45 Jahre später korrekt als Ringsystem. Giovanni Domenico Cassini vermutete als Erster, dass die Ringe aus kleinen Partikeln bestehen und entdeckte 1675 die Cassinische Teilung.
Die Ringe werfen einen sichtbaren Schatten auf den Saturn – wie auch umgekehrt der Saturn auf seine Ringe. Der Schattenwurf auf die Saturnoberfläche ist umso ausgeprägter, je mehr die recht dünne Hauptebene des Ringsystems im Laufe eines Saturnjahres gegenüber der Sonne geneigt ist.
Es gibt mehr als 100.000 einzelne Ringe mit unterschiedlichen Zusammensetzungen und Farbtönen, welche durch scharf umrissene Lücken voneinander abgegrenzt sind. Der innerste beginnt bereits etwa 7.000 km über der Oberfläche des Saturn und hat einen Durchmesser von 134.000 km, der äußerste hat einen Durchmesser von 960.000 km. Die größten Ringe werden nach der Reihenfolge ihrer Entdeckung von innen nach außen als D-, C-, B-, A-, F-, G- und E-Ring bezeichnet.
Die Lücken zwischen den Ringen beruhen auf der gravitativen Wechselwirkung mit den zahlreichen Monden des Saturn sowie der Ringe untereinander. Dabei spielen auch Resonanzphänomene eine Rolle, die auftreten, wenn die Umlaufszeiten im Verhältnis kleiner ganzer Zahlen stehen. So wird die Cassinische Teilung durch den Mond Mimas verursacht. Einige kleinere Monde, sogenannte Hirten- oder auch Schäfermonde, kreisen direkt in den Lücken und an den Rändern des Ringsystems und stabilisieren dessen Struktur. Neue Messungen und Aufnahmen der Raumsonde Cassini haben ergeben, dass die Ringkanten und damit die Abtrennung der Ringe noch schärfer sind als bisher angenommen. So hatte man vermutet, dass sich in den Lücken ebenfalls einige Eisbrocken befinden, was aber nicht der Fall ist.
Die Ringteilchen umkreisen den Saturn rechtläufig in dessen Äquatorebene; somit ist das Ringsystem ebenso wie die Äquatorebene um 27° gegen die Bahnebene geneigt. Alle 14,8 Jahre befindet sich das Ringsystem in der sogenannten „Kantenstellung“, in der der dünne Rand der Ringe genau der Erde zugewandt ist, so dass das Ringsystem nahezu unsichtbar wird. Das hat im Mai 2025 seinen aktuellen Höhepunkt.
Mit dem Spitzer-Weltraumteleskop wurde am 6. Oktober 2009 ein wesentlich weiter außen liegender, vom Hauptringsystem unabhängiger Ring anhand seiner Infrarotstrahlung entdeckt, der mit dem Mond Phoebe den Saturn rückläufig umkreist. Visuell ist er auf Grund seiner sehr geringen Materiedichte nicht sichtbar. Der Ring befindet sich im Radius von 6 bis 12 Millionen Kilometern um den Saturn und seine Ringebene ist gegenüber den schon länger bekannten Ringen um 27° geneigt. Er verrät sich nur durch seine Wärmestrahlung mit ca. 80 Kelvin. Sein Material soll vom Saturnmond Phoebe stammen. Inzwischen (2015) wurde mit dem Weltraumteleskop WISE festgestellt, dass der Ring sogar von 6 Mio. – 16 Mio. km Saturnabstand reicht. Er besteht überraschend hauptsächlich aus sehr kleinem, dunklem Staub, der extrem dünn verteilt ist.

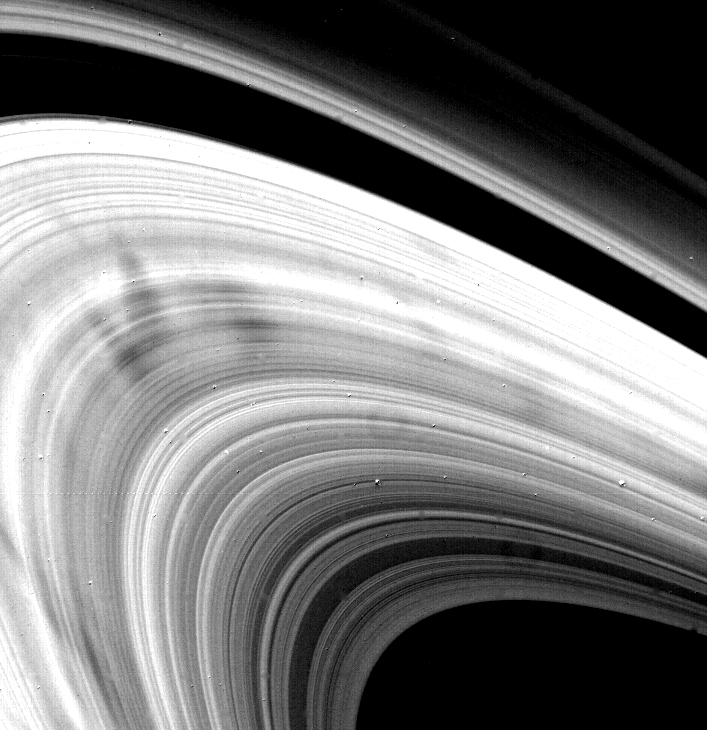
Speichenartige Strukturen, beobachtet von Voyager 2

Ein weiteres Phänomen sind radiale, speichenartige Strukturen, die sich von innen nach außen über die Ringe erstrecken und hierbei enorme Ausmaße annehmen: bei einer Breite von rund 100 Kilometern können sie bis zu 20.000 Kilometer lang werden. Diese „Speichen“ wurden erstmals von der Sonde Voyager 2 bei ihrer Passage im Jahr 1981 entdeckt, später konnte die Beobachtung unter anderem vom Weltraumteleskop Hubble bestätigt werden. Rätselhafterweise verschwanden diese Strukturen ab 1998 allmählich und konnten dann erst wieder ab September 2005 auf Aufnahmen der Raumsonde Cassini nachgewiesen werden. Als Ursache für die Streifenbildung wurde zunächst eine kurzlebige Wechselwirkung mit dem Magnetfeld des Saturn vermutet.

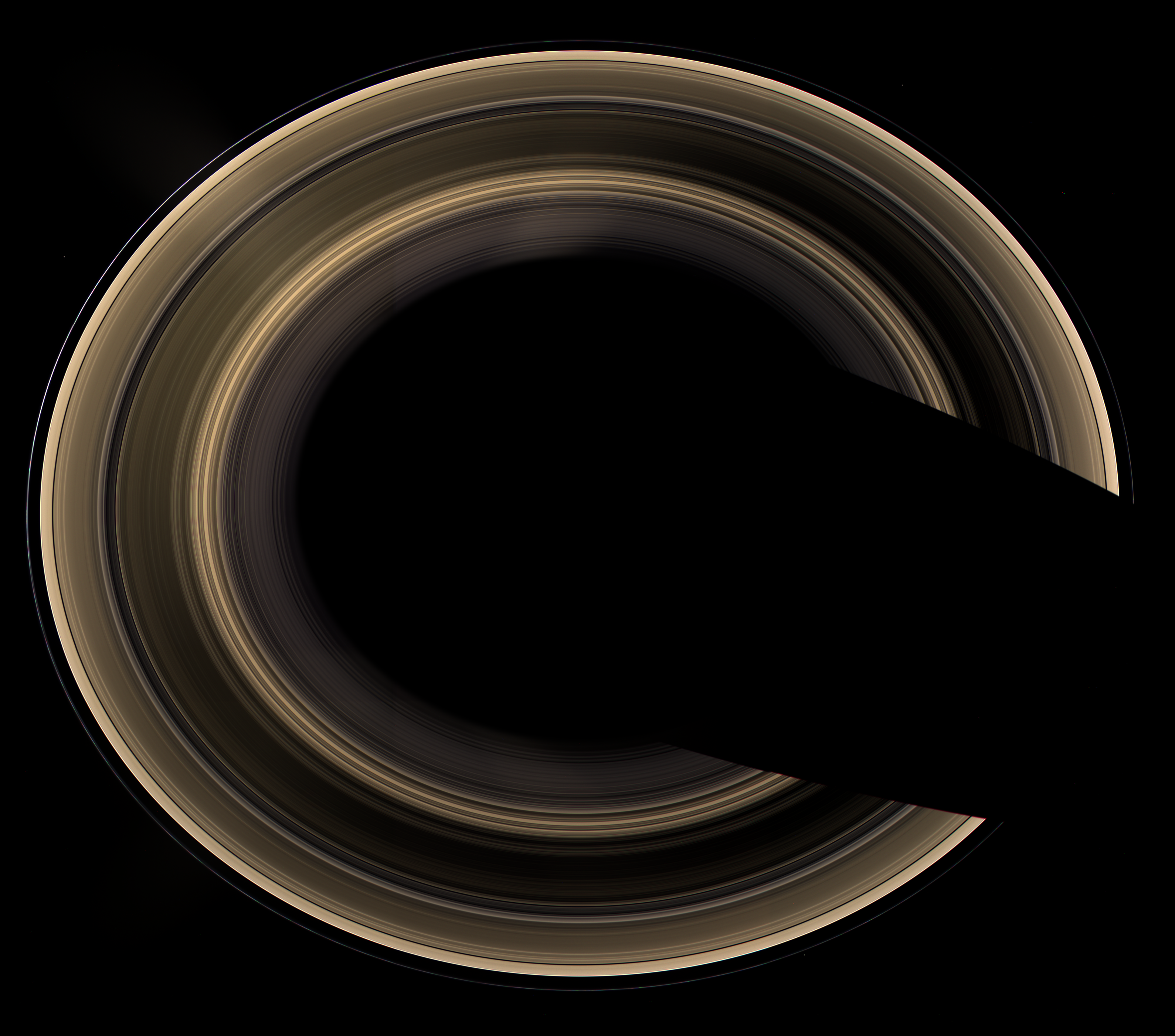
Aufnahme der Ringe des Saturn von der Raumsonde Cassini; das Bild wurde aus einem Winkel von 60° zum Ringsystem gemacht.

US-amerikanische Astronomen fanden 2006 jedoch eine andere Erklärung für das Rätsel um die Speichenstrukturen: demnach bestehen die Speichen aus mikrometergroßen, durch die Ultraviolettstrahlung der Sonne bzw. den äußeren Fotoeffekt geladenen Staubpartikeln, die durch elektrostatische Kräfte aus den Ringen angehoben werden. Je nach Position des Saturn auf seiner Umlaufbahn ändert sich der Winkel zwischen den Saturnringen und der Sonne und somit auch der Einfallswinkel der Ultraviolettstrahlung. Die dunklen Streifen entstehen in periodischen Abständen immer, wenn die Sonne in der Ringebene des Saturn steht und bestehen dann für etwa acht Jahre. Eine streifenlose Phase hält dagegen sechs bis sieben Jahre lang an. Der Grund für die elektrostatische Aufladung der Ringe wird weiter kontrovers diskutiert. Eine andere Erklärung sei, dass Blitze in der oberen Atmosphäre des Saturn auftreten, welche Elektronenstrahlen erzeugen, die die Ringe treffen.

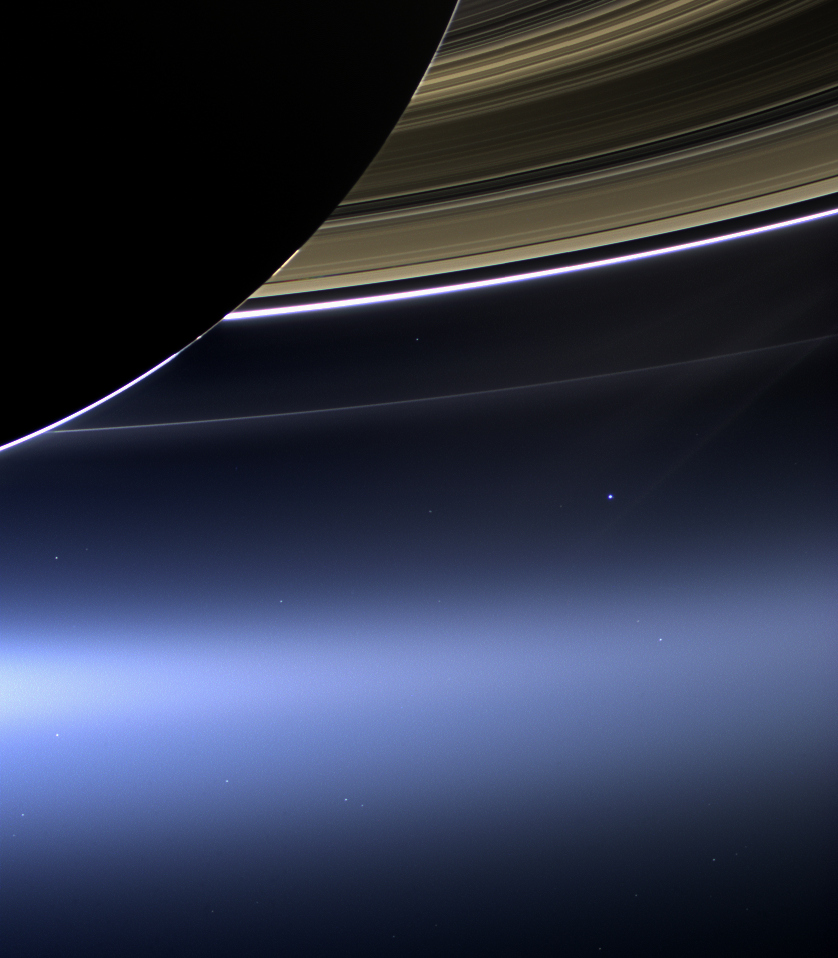
Aufnahme der Saturnringe durch die Raumsonde Cassini im Juli 2013. Im Hintergrund ist rechts unter den Ringen die Erde als leuchtender Punkt zu erkennen.

Zur Entstehung der Saturnringe gibt es verschiedene Theorien. Nach der von Édouard Albert Roche bereits im 19. Jahrhundert vorgeschlagenen Theorie entstanden die Ringe durch einen Mond, der sich dem Saturn so weit genähert hat, dass er durch Gezeitenkräfte auseinandergebrochen ist. Der kritische Abstand wird als Roche-Grenze bezeichnet. Der Unterschied der Anziehungskräfte durch den Saturn auf beiden Seiten des Mondes überstieg in diesem Fall die mondinternen Gravitationskräfte, so dass der Mond nur noch durch seine materielle Struktur zusammengehalten worden wäre. Nach einer Abwandlung dieser Theorie zerbrach der Mond durch eine Kollision mit einem Kometen oder Asteroiden. Nach einer anderen Theorie sind die Ringe gemeinsam mit dem Saturn selbst aus derselben Materialwolke entstanden. Diese Theorie spielte lange Zeit keine große Rolle, denn es wurde vermutet, dass die Ringe ein nach astronomischen Maßstäben eher kurzlebiges Phänomen von höchstens einigen 100 Millionen Jahren darstellen. Dies hat sich jedoch im September 2008 relativiert. Larry Esposito, der US-Astronom, der Anfang der 1980er-Jahre Alter und Gewicht der Saturnringe vermessen hatte, korrigiert seine Schätzungen von damals. Neuen Forschungsergebnissen nach könnte das Alter des Ringsystems mehrere Milliarden Jahre betragen, womit von einem kurzlebigen Phänomen keine Rede mehr sein könnte. Die bisherigen Erkenntnisse über das Alter des Ringsystems wurden aus der Menge an Sternenlicht gewonnen, das durch die Ringe hindurchtritt. Esposito und seine Kollegen haben aber nun das Verhalten von mehr als 100.000 Teilchen in den Saturnringen simuliert. Dies war aufgrund neuer Daten der Raumsonde Cassini, die 2004 den Saturn erreichte, möglich. Diese Daten waren genauer als die jener Sonden, die den Saturn in den 1970er- und 1980er-Jahren besuchten. Die anhand der neuen Messdaten vorgenommenen Kalkulationen haben gezeigt, dass innerhalb der Ringe dynamische Prozesse ablaufen, die eine Kalkulation der Masse anhand des einfallenden Sternenlichts viel schwieriger gestalten als bislang gedacht. Den neu errechneten Daten zufolge könnten die Ringe mehr als dreimal so schwer sein.

## Monde

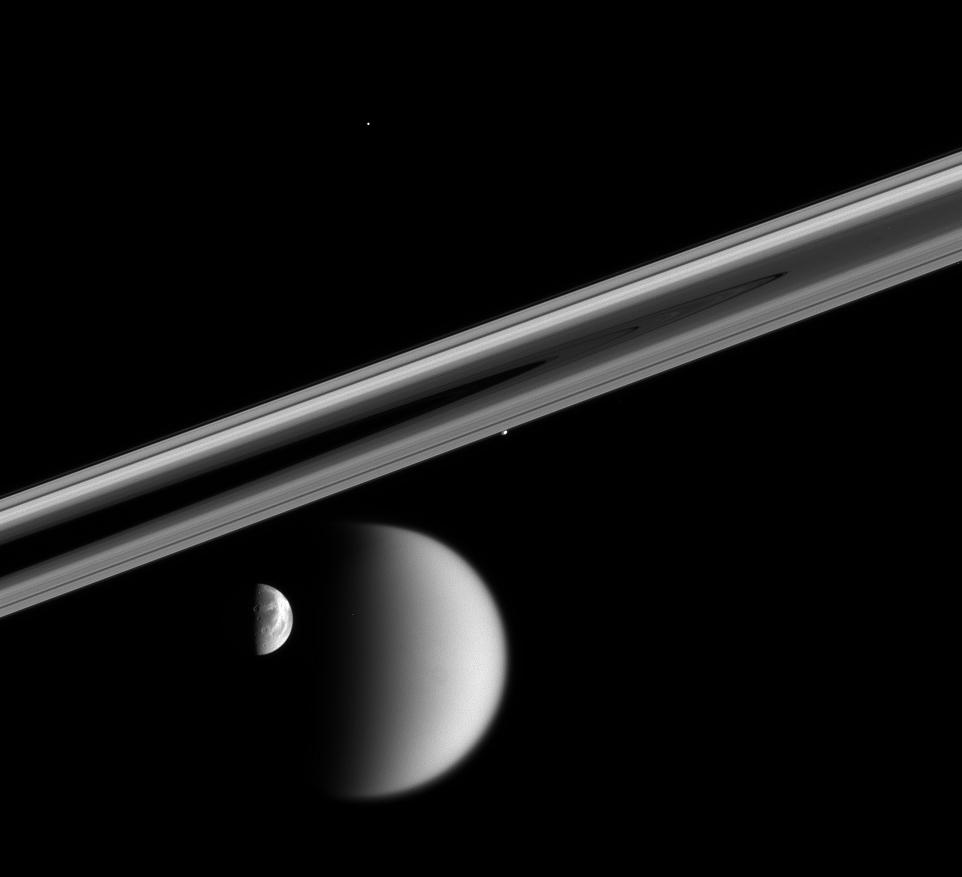
Vier Saturnmonde: Titan (hinten), Dione (vor Titan), Prometheus (Mitte, unter den Ringen) und Telesto (oben) mit Saturnringen im Mittelgrund; fotografiert von der Raumsonde Cassini

Von den heute 274 bekannten Monden des Saturn ist Titan der größte mit einem Durchmesser von 5150 km. Die vier Monde Rhea, Dione, Tethys und Iapetus besitzen Durchmesser zwischen 1050 km und 1530 km. Telesto, Tethys und Calypso bewegen sich mit jeweils 60 Grad Versatz auf derselben Bahn um den Saturn. Ein zweites Gespann von „Trojaner-Monden“ sind Helene (Saturn XII – S/1980 S 6) und Polydeuces, die sich unter je 60 Grad Versatz eine Bahn mit Dione teilen.
Eine weitere Besonderheit stellen die Monde Janus und Epimetheus dar, welche auf zwei fast gleichen Umlaufbahnen den Saturn umlaufen. Alle vier Jahre kommen sie einander sehr nahe und tauschen durch die gegenseitige Anziehungskraft ihre Umlaufbahnen um den Saturn.
1905 gab William Henry Pickering bekannt, einen weiteren Mond entdeckt zu haben. Pickering schätzte den Durchmesser auf 61 km. Der Mond wurde Themis genannt, da er aber nie wieder gesichtet wurde, gilt er als nicht existent.
Anfang Mai 2005 wurde ein weiterer Mond entdeckt, provisorisch S/2005 S 1 genannt, der mittlerweile den offiziellen Namen Daphnis trägt. Er ist der zweite Mond neben Pan, der innerhalb der Hauptringe des Saturn kreist.
Im Juni 2006 wurden mit dem Teleskop auf dem Mauna Kea, auf Hawaii, neun weitere Monde entdeckt, die auf stark elliptischen Bahnen zwischen 17,5 und 23 Millionen Kilometern den Saturn entgegen dessen Rotationsrichtung umkreisen. Daraus lässt sich schließen, dass es sich um eingefangene Überreste von Kometen oder Kleinplaneten handeln muss. Der 2009 vom Cassini Imaging Science Team entdeckte Mond S/2009 S 1 ist mit einem Durchmesser von ungefähr 300 Metern der bislang kleinste entdeckte Mond des Saturn.
Zum Zeitpunkt des Eintritts der Raumsonde Cassini in den Saturnorbit wurden kleinere Körper mit nur etwa 100 m Durchmesser gefunden, vermutlich Überreste eines ehemals größeren Körpers, die kleine „Möndchen“ beziehungsweise die Saturnringe bilden. Die Forscher schätzen etwa eine Zahl von 10 Millionen solcher kleinen Gebilde in den Saturnringen. Sie erhoffen sich nun, mithilfe dieser Überreste eine eindeutige Erklärung für die Entstehung der Saturnringe zu finden.

## Beobachtung
Wie alle oberen Planeten ist der Saturn am besten in den Wochen um seine Opposition zu beobachten, wenn er der Erde am nächsten sowie der Sonne gegenüber steht und um Mitternacht kulminiert – vgl. die Liste der Saturnpositionen.

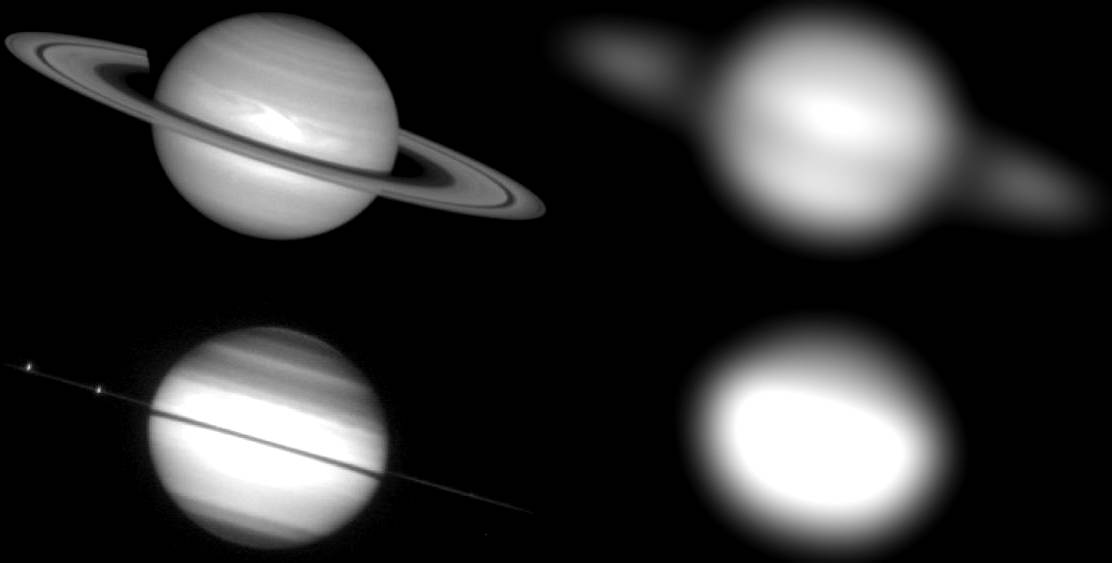
Galilei konnte mit seinem Fernrohr (Simulation rechts) je nach momentaner Stellung der Saturnringe diese erkennen oder nicht erkennen

Die Größe seiner im Fernrohr ab 20-facher Vergrößerung gut sichtbaren „Scheibe“ schwankt allerdings übers Jahr nur um ±10 Prozent, nicht wie bei Jupiter um fast 20 Prozent. Den Saturnring und den größten Mond Titan erkennt man bereits im Feldstecher, die Äquatorstreifen ab etwa 40-facher Vergrößerung, und alle nächstkleineren 4–5 Monde im Achtzöller (Standardfernrohr mit 20-cm-Objektiv).
Einen Monat nach der Opposition kulminiert der Saturn bereits gegen 22 Uhr (bzw. 23 h MESZ) und ist dann am südwestlichen Abendhimmel als Stern 1. Größe zu sehen, bis er nach weiteren 3–4 Monaten für das freie Auge im Licht der untergehenden Sonne verschwindet.
Im Unterschied zu den vier sonnennäheren Planeten sind Tagbeobachtungen des Saturn im Fernrohr kaum möglich, da er sich vom Himmelsblau nur knapp abhebt. Soweit dies dennoch gelingt, ist auch der Ring tagsüber bei geringer Vergrößerung erkennbar.
Ungefähr alle 20 Jahre kommt es von der Erde aus gesehen zwischen den Planeten Jupiter und Saturn zu einer großen Konjunktion.

## Erforschung

### Vor dem Raumfahrtzeitalter

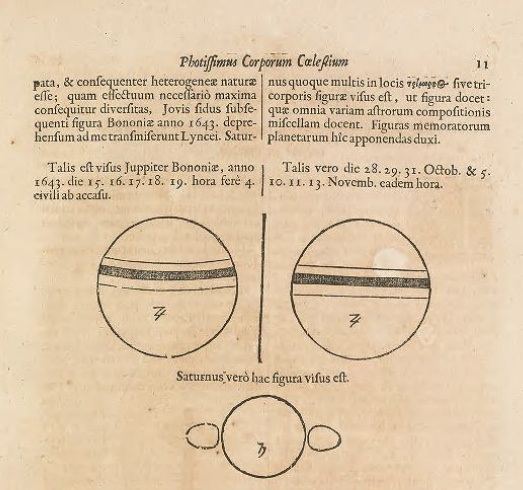
Die erste bekannte veröffentlichte Darstellung vom Planeten Saturn (unten) auf Seite 11 im vierten Kapitel des ersten Buches der „Ars magna lucis et umbrae“ (dt. „Die große Kunst von Licht und Schatten“) des Jesuiten Athanasius Kircher (* 1602; † 1680) in der in Amsterdam veröffentlichten ersten Ausgabe aus dem Jahr 1646

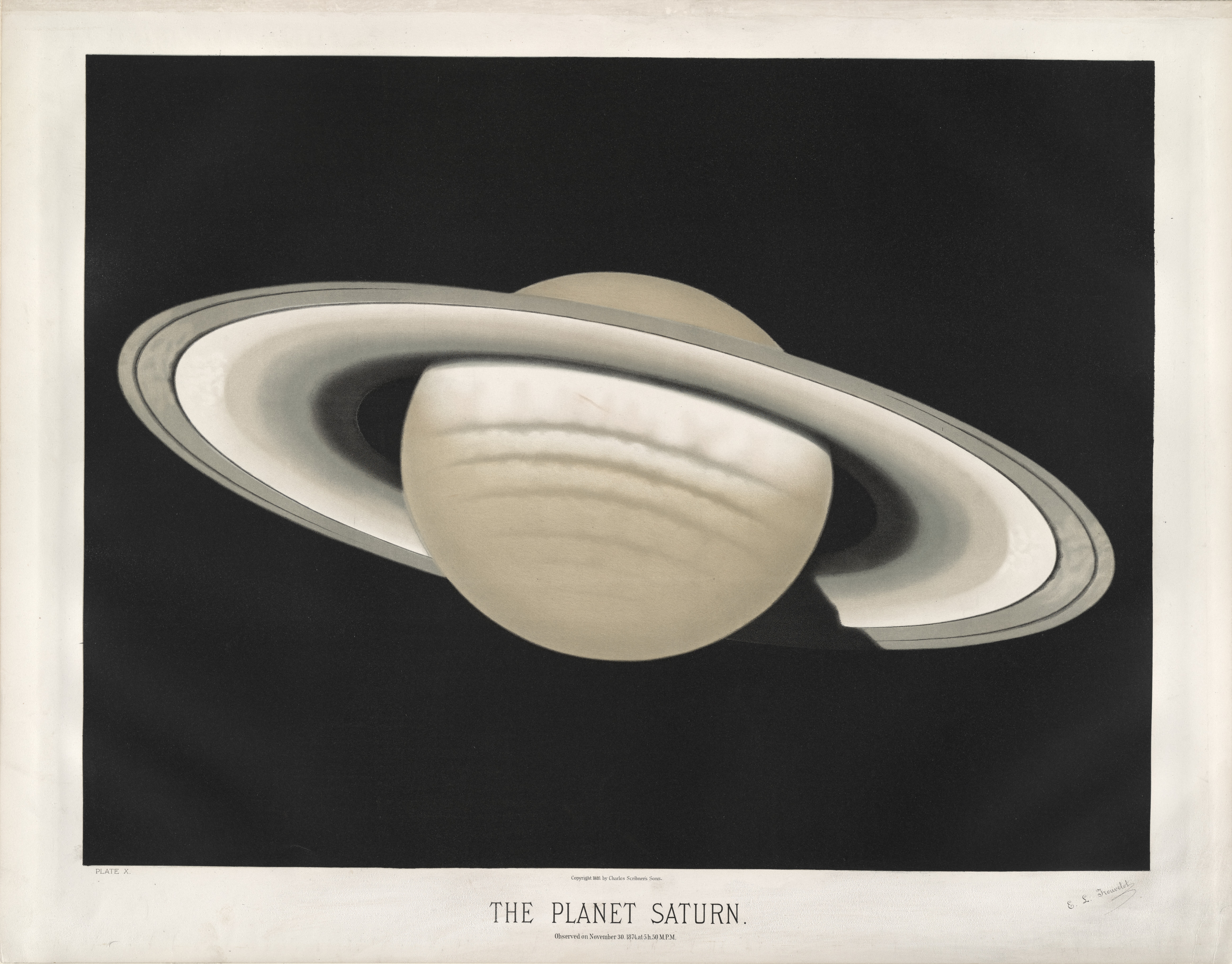
Saturn auf einer astronomischen Zeichnung des 19. Jahrhunderts (Trouvelot, 1881)

Saturn ist seit alters her bekannt. In der Antike war er der entfernteste der fünf (nach damaliger Auffassung sieben, da Sonne und Mond ebenfalls als Planeten galten) bekannten Planeten des Sternhimmels.
Im Jahre 1610 schickte der italienische Mathematiker, Physiker und Astronom Galileo Galilei an Johannes Kepler das Anagramm Smaismrmilmepoetaleumibunenvgttavrias, um sich die Priorität einer Entdeckung zu sichern, ohne sie bereits preisgeben zu müssen. Als Galilei sich seiner Beobachtungen sicher war, verriet er auch die Lösung. Sie lautet:
Altissimum planetam tergeminum observavi –
Den obersten Planeten habe ich dreigestaltig gesehen.
Galilei hatte kurz zuvor erstmals den Saturn durch eines der ersten Fernrohre beobachtet und geglaubt, zu beiden Seiten der Saturnscheibe rundliche Ausbuchtungen zu erkennen. Im Jahre 1612 konnte Galilei allerdings nur noch die Saturnscheibe selbst erkennen, glaubte sich in seinen früheren Beobachtungen getäuscht zu haben und verfolgte die merkwürdige Angelegenheit nicht weiter. Da sich in jenem Jahre der Ring in Kantenstellung befand, war er in der Tat für die damaligen Fernrohre nicht erkennbar.
Auch andere Astronomen wie Fontana, Gassendi, Hevelius, Riccioli oder Grimaldi vermochten in den folgenden Jahrzehnten lediglich das Vorhandensein der Anhängsel festzustellen, ohne die Erscheinung und ihr gelegentliches Verschwinden aber erklären zu können. Erst nachdem Christiaan Huygens am 25. März 1655 dank verbesserter selbstgebauter Fernrohre einen Mond (Titan) entdeckt und über mehrere Monate hinweg verfolgt hatte, brachte ihn die damit verbundene systematische Beobachtung des Planeten zur 1659 veröffentlichten Überzeugung, dass Saturn von einem freischwebenden Ring umgeben sei, und dass dessen stets verschieden wahrgenommene Gestalt sich aus den unterschiedlichen Neigungen erklärt, mit denen er sich während eines Saturnumlaufs dem Betrachter darbietet. Huygens bestimmte die Neigung des Rings gegen die Ekliptik zu 31° und die Knotenlänge zu 169½°.
Giovanni Domenico Cassini entdeckte 1671 den Saturnmond Iapetus, 1672 Rhea, 1684 Dione und Tethys. Cassini beschrieb 1675 auch die nach ihm benannte Teilung in den Saturnringen.
Die merkliche Abplattung des Saturn war bereits von Grimaldi als 1/12 gemessen worden, aber erst William Herschel gelang es 1790, die Rotationsdauer zu bestimmen; er erhielt 10h 16m, was mit der Abplattung gut übereinstimmte.
Herschel hatte 1789 auch die beiden Monde Mimas und Enceladus entdeckt. Der achte Mond, Hyperion, wurde 1848 etwa gleichzeitig von Bond und Lassell gefunden.
Die Monde sowie die von Saturn auf die anderen Planeten ausgeübten Störungen erlaubten es, die Masse von Saturn zu bestimmen. Newton fand 1/3021 Sonnenmassen (1726, aus der Umlaufzeit von Titan), Bouvard 1/3512 (1821, aus den Störungen), Leverrier 1/3530 (1876, aus den Störungen), Hall 1/3500 (1889, Umlaufzeit von Titan).
1850 wiesen Bond und Lassell den schon von früheren Beobachtern gelegentlich beschriebenen inneren, durchscheinenden Krepp-Ring nach. Die von D. Lamey ab 1868 gesehenen vier äußeren Nebelringe konnten allerdings nicht bestätigt werden.
William Henry Pickering entdeckte 1898 den weit außen kreisenden Mond Phoebe.

### Pioneer 11

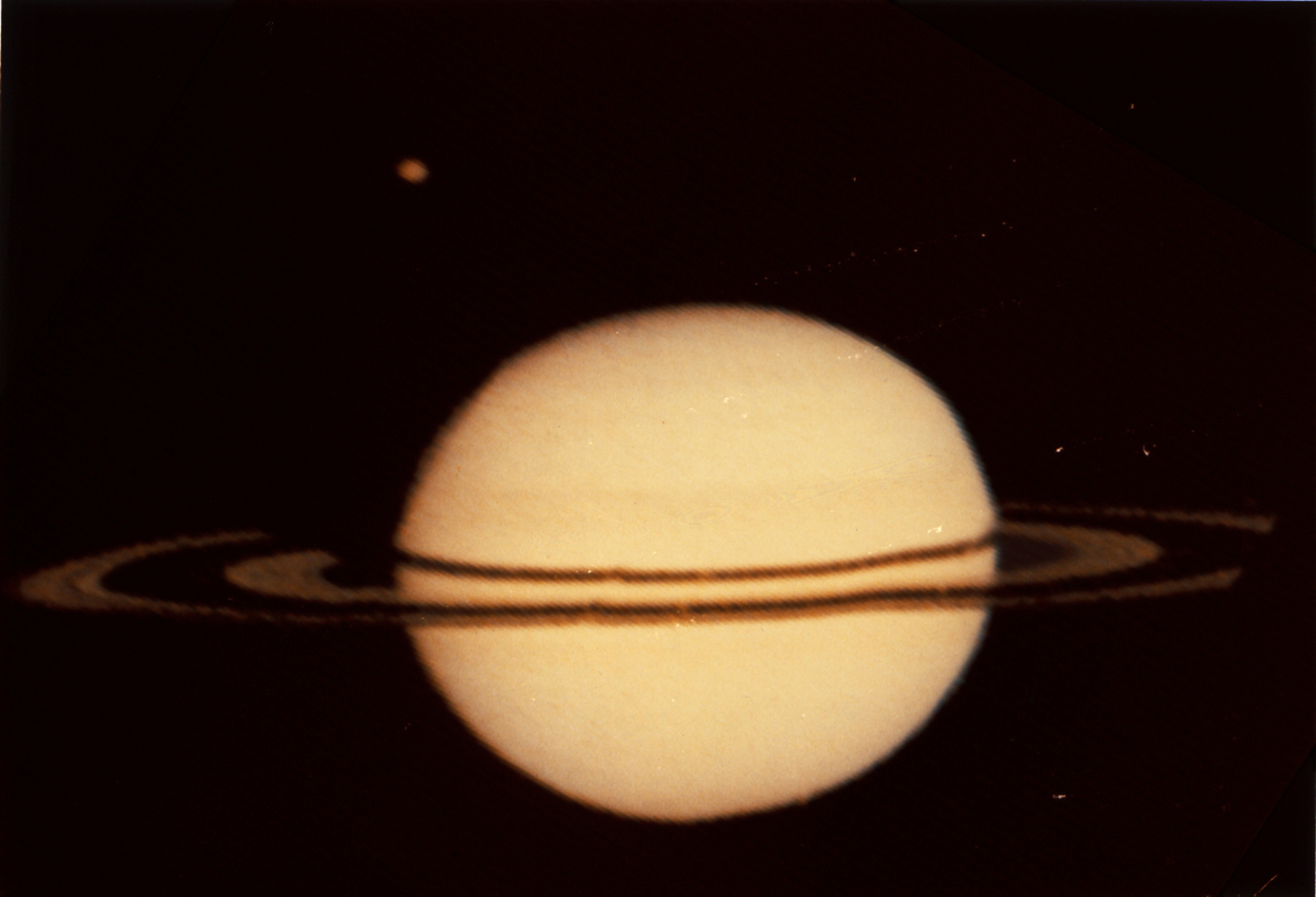
Aufnahme des Saturn und seines Mondes Titan von Pioneer 11

Als erste Sonde überhaupt flog Pioneer 11 am 1. September 1979 in 21.000 km Entfernung am Saturn vorbei. Dabei flog die Sonde zwischen dem A-Ring und dem F-Ring, der erst durch die Sonde entdeckt wurde. 17 Stunden vor dem Vorbeiflug wurde der Mond Epimetheus entdeckt, an dem die Sonde in 2500 km Abstand vorbeiflog. Es wurden 220 Bilder von Saturn und eines von Titan gemacht, die aber keine Einzelheiten unter einer Auflösung von 500 km zeigten. Man fand heraus, dass die schwarzen Lücken in den Ringen hell waren, wenn sie in Richtung der Sonne beobachtet wurden. Dies bedeutet, dass diese Spalten nicht frei von Materie sind. Außerdem wurde das Magnetfeld von Saturn untersucht, über das man vorher noch nichts wusste.
Weitere Ergebnisse waren, dass Saturn Energie abgibt, der Wasserstoff-Anteil von Saturn größer als der des Jupiter ist und dass Titan eine dichte Wolkendecke besitzt.

### Voyager 1
Am 12. November 1980 besuchte die Raumsonde Voyager 1 den Saturn. Sie lieferte die ersten hochauflösenden Bilder des Planeten, der Ringe und Satelliten. Dabei wurden erstmals Oberflächendetails verschiedener Monde sichtbar. Zudem wurden mehrere Monde neu entdeckt. Der Vorbeiflug an Titan war anfangs unerwartet schlecht verlaufen, da die dichte Smogschicht über Titan keine Aufnahmen ermöglichte. Daraufhin wurden die Kameras umprogrammiert und man analysierte die Atmosphäre des Titan. Dabei fand man heraus, dass diese aus Stickstoff, Methan, Ethylen und Cyankohlenwasserstoffen besteht. Die Datenrate, mit der die Sonde Bilder übertragen konnte, betrug 44.800 Bit/s. Daher musste die Voyager-Sonde schon früh damit beginnen, Bilder aufzunehmen, um genügend Daten zu erhalten. Das Fly-by-Manöver veränderte die Richtung der Raumsonde und sie verließ die Ebene des Sonnensystems.

### Voyager 2
Knapp ein Jahr nach Voyager 1, am 25. August 1981, kam die Schwestersonde Voyager 2 beim Ringplaneten an. Man bekam noch mehr hochauflösende Bilder von den Monden des Saturn. Durch Vergleich mit den Voyager-1-Bildern stellte man Änderungen der Atmosphäre und der Saturn-Ringe fest. Da die schwenkbare Plattform der Kamera für ein paar Tage stecken blieb, konnten einige geplante Bilder jedoch nicht gemacht werden. Bei der Atmosphäre wurden Temperatur- und Druckmessungen durchgeführt. Durch die Sonde wurden einige Monde bestätigt und man fand mehrere neue Monde nahe oder innerhalb der Ringe. Die kleine Maxwell-Lücke im C-Ring und die 42 km breite Keeler-Lücke im A-Ring wurden entdeckt. Die Schwerkraft des Saturn wurde genutzt, um die Sonde in Richtung Uranus zu lenken.

### Cassini-Huygens

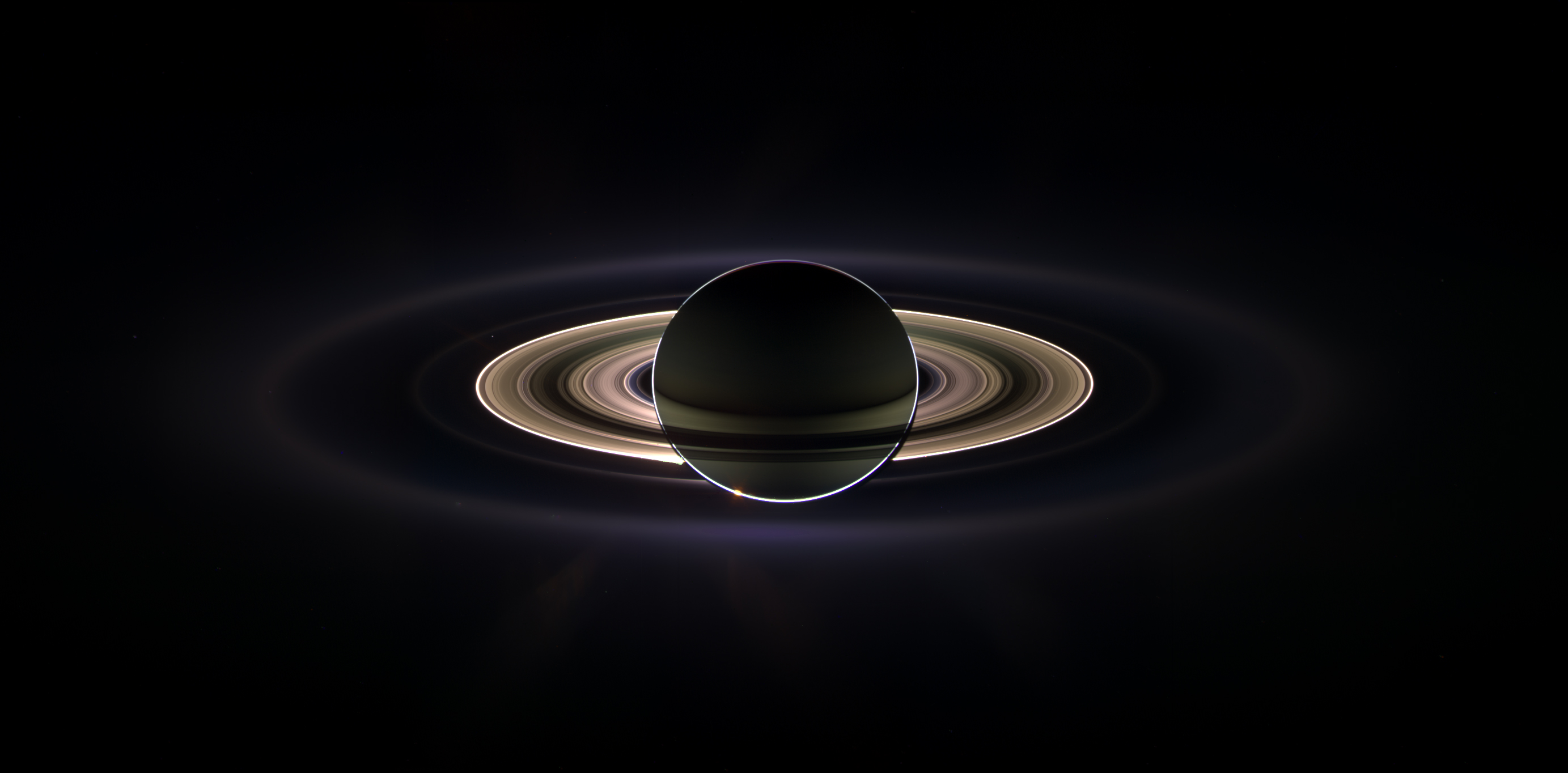
Saturn verdeckt die Sonne; von Cassini aufgenommen. In der Vergrößerung ist links von den hellen Ringen die Erde als Lichtpünktchen zu erkennen.

Nach siebenjährigem Flug passierte die Raumsonde Cassini-Huygens am 11. Juni 2004 den Saturnmond Phoebe mit einem Abstand von nur 2068 km und untersuchte diesen aus der Nähe.
Am 1. Juli 2004 steuerte die Sonde in eine Umlaufbahn um den Saturn. Anfang 2005 beobachteten Wissenschaftler mithilfe von Cassini Gewitter auf dem Saturn, deren Blitze vermutlich etwa 1000-mal mehr Energie als die der Erde freisetzten. Dieser Sturm wurde 2007 als der stärkste jemals beobachtete beschrieben.
Am 20. September 2006 entdeckte man anhand einer Aufnahme von Cassini einen bisher unbekannten planetarischen Ring, der sich außerhalb der helleren Hauptringe befindet, aber innerhalb des G- und E-Rings. Vermutlich stammt das Material dieses Ringes von Zusammenstößen von Meteoriten mit zwei Saturnmonden.
Im Oktober 2006 spürte die Sonde einen Hurrikan mit einem Durchmesser von 8000 km auf, dessen Auge am Südpol von Saturn liegt.
Der Orbiter „Cassini“ führte zusätzlich die Landungssonde „Huygens“ mit sich, die am 14. Januar 2005 auf dem Mond Titan landete und dabei Aufnahmen von Methanseen auf der Mondoberfläche schoss. Durch einen Bedienfehler an Cassini, der als Relaisstation zur Kommunikation mit der Erde diente, wurde aber nur jedes zweite Bild der Sonde zurück zur Erde übertragen. Am 26. Oktober 2004 machte Cassini aus einer Höhe von 1200 km außerdem Radarfotos der Oberfläche von Titan.
Am 10. März 2006 berichtete die NASA, dass Cassini unterirdische Wasserreservoirs dicht unter der Oberfläche des Mondes Enceladus gefunden habe.
Das längste jemals beobachtete Gewitter, mit einer Dauer von 11 Monaten, wurde im Jahr 2009 von der Cassini-Sonde aufgezeichnet. Am 15. September wurde beim European Planetary Science Congress bekanntgegeben, dass dieses Mitte Januar des Jahres begonnen hatte und immer noch anhielt. Dieses neunte von der Sonde gemessene Gewitter übertraf das zwischen November 2007 und Juli 2008. Die aufgezeichneten Radiowellen sollen etwa 10.000-mal stärker, als die von Gewittern auf der Erde sein und einen Durchmesser von bis zu 3000 km haben. Das Gewitter hielt von Mitte Januar bis Mitte Dezember 2009 an.
Die Sonde entdeckte außerdem vier weitere Monde des Saturn.
Am 15. September 2017 ließ man die Sonde nach Aufbrauchen des Treibstoffs absichtlich in der Saturnatmosphäre verglühen, um auszuschließen, dass die nicht mehr kontrollierbare Sonde mit einem Saturnmond kollidiert und diesen biologisch kontaminiert. Bis zum Tag davor hatte sie Untersuchungen durchgeführt und Bildmaterial zur Erde gesendet.

## Kulturgeschichte

### Mythologie
Da der Saturn mit bloßem Auge gut sichtbar ist und als Wandelstern auffällt, wurde er schon im Altertum mit mythologischen Deutungen belegt. Im Alten Ägypten symbolisierte er als Hor-ka-pet („Himmelsstier“) die Gottheit Horus. Die Sumerer nannten ihn Lubat-saguš („Stern der Sonne“), während die Babylonier Saturn bezüglich seiner Umlaufgeschwindigkeit Kajamanu („der Beständige“) nannten. Im antiken Griechenland galt er als Planet des Gottes Kronos, bei den Römern erhielt er daher den Namen des entsprechenden Gottes Saturnus. In der hinduistischen Astrologie bezeichnet Navagraha den Saturn als Shani.
In der chinesischen und japanischen Kultur steht der Saturn für die Erde. Dies basiert auf der Fünf-Elemente-Lehre. Die osmanische und indonesische Sprache bezeichnet Saturn, abgeleitet vom arabischen زحل, als Zuhal. Im Hebräischen wird Saturn als Shabbathai bezeichnet.
Der englische Tagesname Saturday bezieht sich noch deutlich auf den Planeten Saturn, der als einer der sieben Wandelsterne des geozentrischen Weltbilds unter den sieben babylonischen Wochentagen zum ursprünglichen Namensgeber des Samstags wurde.

### Astrologie

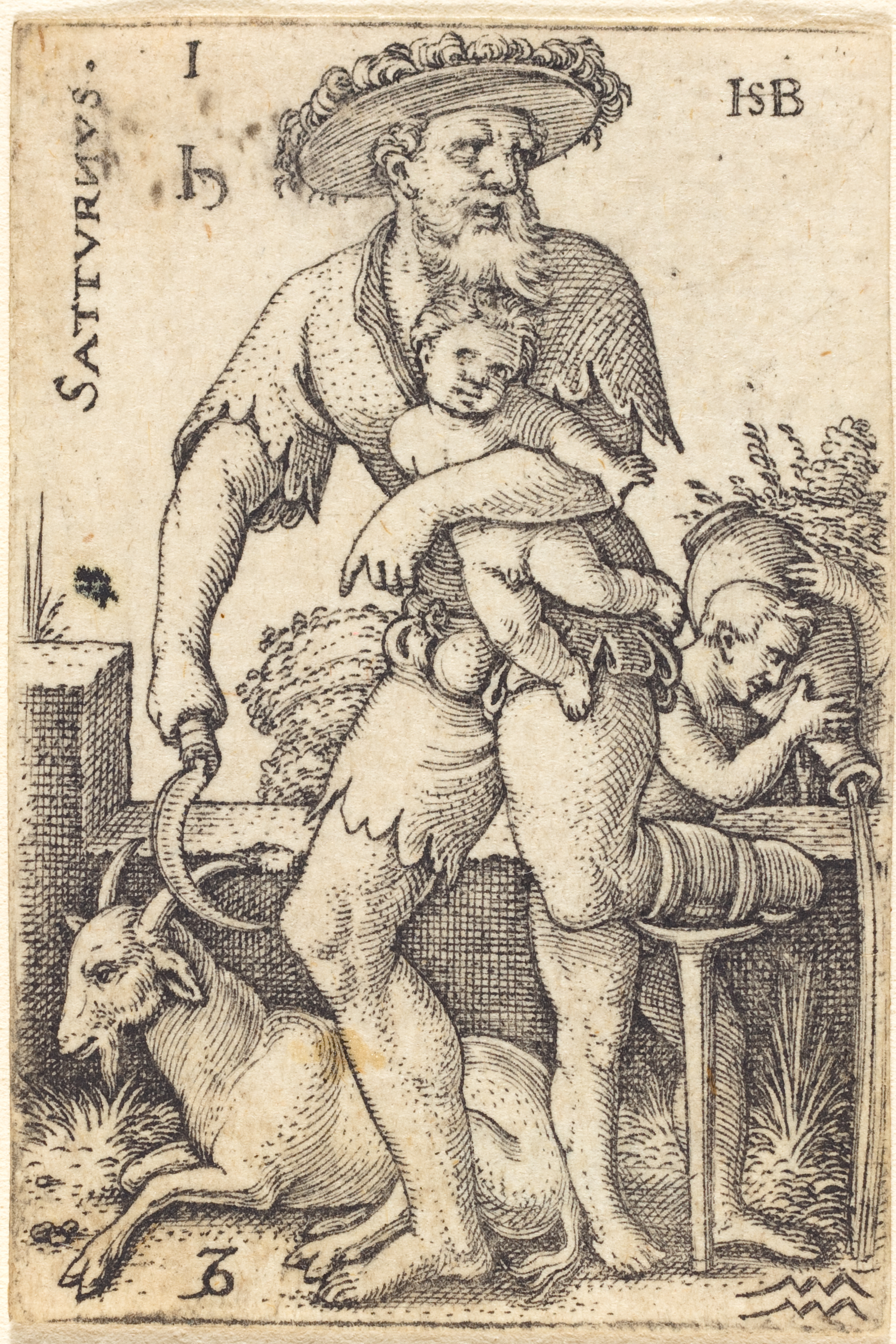
Allegorische Darstellung des Saturn als Herrscher der Tierkreiszeichen Steinbock und Wassermann; von Sebald Beham, 16. Jahrhundert.

In der mittelalterlichen Astrologie stand Saturn, der traditionell mit einer Sichel oder Sense dargestellt wird, u. a. für Unglück – Sorgen, Melancholie, Krankheiten und harte Arbeit –, doch auch für Ordnung und Maß. Daran anknüpfend ist Saturn in der Bildenden Kunst (u. a. Albrecht Dürer: Melencolia I) und in der Literatur (u. a. Georg Trakl: Trübsinn) ein Symbol für die Melancholie geblieben.
Schon Johannes Kepler vermutete, dass der Stern von Betlehem eine sehr seltene und enge dreifache Saturn-Jupiter-Konjunktion im Sternzeichen Fische war. In der Tat trafen sich die beiden Gasriesen im Laufe des Jahres 7 vor Christus dreimal, am 27. Mai, 6. Oktober und 1. Dezember. Dieses Jahr scheint gut in den ungefähren Zeitraum der Geburt Jesu zu passen. Babylonische Astronomen könnten das Treffen der Planeten Saturn und Jupiter als wichtigen Hinweis gedeutet haben.
Dem Saturn wurde in der Antike das Metall Blei zugeordnet; die Bleivergiftung nennt man daher Saturnismus.

## Dokumentarfilme
- Die Planeten: Saturn. TV-Dokumentationsreihe von Nic Stacey, BBC Studios 2019, deutsche Bearbeitung ZDF; zuletzt gesendet auf ZDFinfo 27. April 2022.